# 長野県道81号丸子東部インター線
長野県道81号丸子東部インター線（ながのけんどう81ごう まることうぶインターせん）は、長野県上田市下丸子から東御市祢津までを結ぶ県道（主要地方道）である。

## 概要
東御市の常田交差点から東部湯の丸インターチェンジ南交差点までの区間は「グリーンパーク通り」と呼ばれる。
途中、国道18号を横断し、上信越自動車道東部湯の丸インターチェンジを通過する。

### 路線データ
- 起点：長野県上田市下丸子（下丸子交差点、国道152号交点）
- 終点：長野県東御市祢津（祢津小学校下交差点、長野県道4号真田東部線交点）

## 歴史
- 1993年（平成5年）5月11日 - 建設省から、県道丸子東部線・県道袮津田中停車場線の一部が丸子東部インター線として主要地方道に指定される[1]。
- 1994年（平成6年）4月1日 - 丸子東部インター線の認定。
- 2019年（令和元年）10月12日 - 令和元年東日本台風（台風19号）による豪雨で千曲川が増水し、田中橋の右岸部分が崩落[2]。

## 地理

### 通過する自治体
- 上田市
- 東御市

### 交差する道路
- 国道152号（上田市下丸子・下丸子交差点、起点）
- 長野県道147号芦田大屋停車場線（上田市塩川・坂井交差点）
- 長野県道422号羽毛山大日向線（東御市羽毛山）
- 長野県道167号丸子北御牧東部線（東御市田中・田中駅南口交差点）
- 長野県道166号東部望月線（東御市常田・常田南交差点）
- 国道18号（東御市常田・常田交差点）
- 長野県道79号小諸上田線（東御市祢津・東部湯の丸IC入口南交差点）
- 上信越自動車道 東部湯の丸インターチェンジ（東御市祢津・東部湯の丸IC入口交差点）
- 長野県道4号真田東部線（東御市祢津・祢津小学校下交差点、終点）